# فرانسیس رود
فرانسیس رود (۴ ژانویه ۱۷۸۴ – ۳ نوامبر ۱۸۵۵) مجسمه ساز فرانسوی بود. او پدر خوانده پل کابت مجسمه ساز است.
او در دیژون به کار پدرش که اجاق سازی بود مشغول به کار شد ولی هم‌زمان از فرانسیس دوسگس نقاشی آموخت جاییکه او آموخت یک کانتور استوار ساده در هنر شکل‌دهی بسیار با ارزش است. در سال ۱۸۰۹ او از مدرسه هنر دیژون  به پاریس رفت و به شاگردی پیر کاتلیر مشغول شد و برنده جایزه بزرگ رم در سال ۱۸۱۲ شد. پس از دومین برپایی حکومت دودمان بوربون‌ها او خود را بازنشسته کرده و به بروکسل رفت. او کارهایی را برای شارل واندر استراتن انجام داد که او را برای ساخت نه نقش برجسته در کاخ ترووران استخدام کرده بود که همه آن‌ها تخریب شده‌اند.

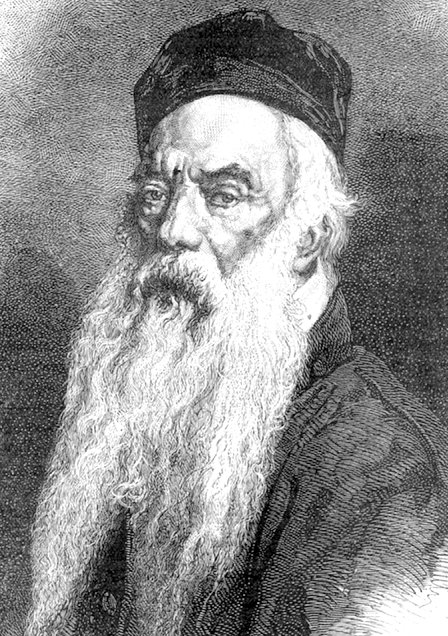
فرانسیس رود: حکاکی ۱۸۸۸ میلادی.

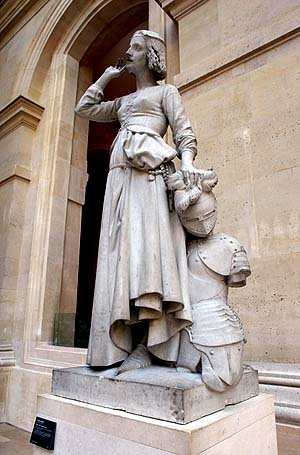
ژان‌دارک، موزه لور، ساخته رود ۱۸۵۲ میلادی.

رود در بروکسل با نقاشی بنام سوفی فرمن که دختر یک طرفدار ناپلئون بناپارت بود و رود دیون زیاد بوی داشت ازدواج نمود. پدر سوفی خوشبختانه رود را آزاد گذاشت تا به پاریس برود، جاییکه در ۱۸۲۷ مجسمه مریم سنت گراویس او توجه زیادی جلب نمود.
بزرگترین موفقیت او از ۱۸۳۳ هنگامی که نشانلژیون دونور را برای پسر ماهیگیر ناپلی در حال بازی با لاک‌پشت خشکی  دریافت نمود بود.
از ساخته‌های مهم او می‌توان به بیداری جاودان ناپلئون (موزه اورسی، پاریس)، مجسمه ریاضی‌دان گاسپار مونژ (۱۸۴۸)، ژاندارک در باغ‌های بروکسل (۱۸۵۲)، کالوری برنزی (۱۸۵۵)، حبه (دختر زائوس) و عقاب (دیژون)، عشف و پیروزی و مسیح بر صلیب که همه آن‌ها در سالن (پاریس) ۱۸۵۷ پس از مرگ وی نمایش داده شدند.
یکی از شاگردان بسیار برجسته رود، ژان بابتیست کارپو بود. ژان نسخه خودش را از پسر ماهیگیر ناپلی ساخت (موضوعی که در زمان خود بسیار مشهور شده‌بود).
موزه رود در دیژن در سال ۱۹۴۷ برای پوشش کارهای او که توسط شهر دیژن بین سال‌های ۱۸۸۷ و۱۹۱۰  خریداری شده بود افتتاح شد.

## نگارخانه

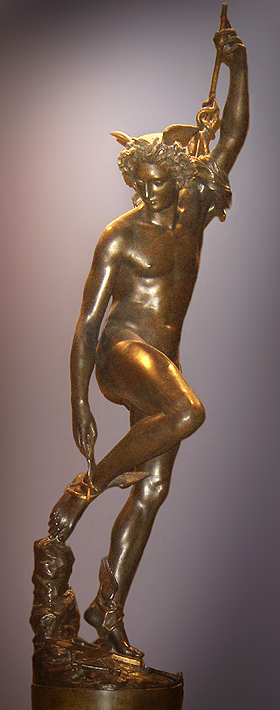
مرکوری در حال بستن صندل خود، موزه لوور.
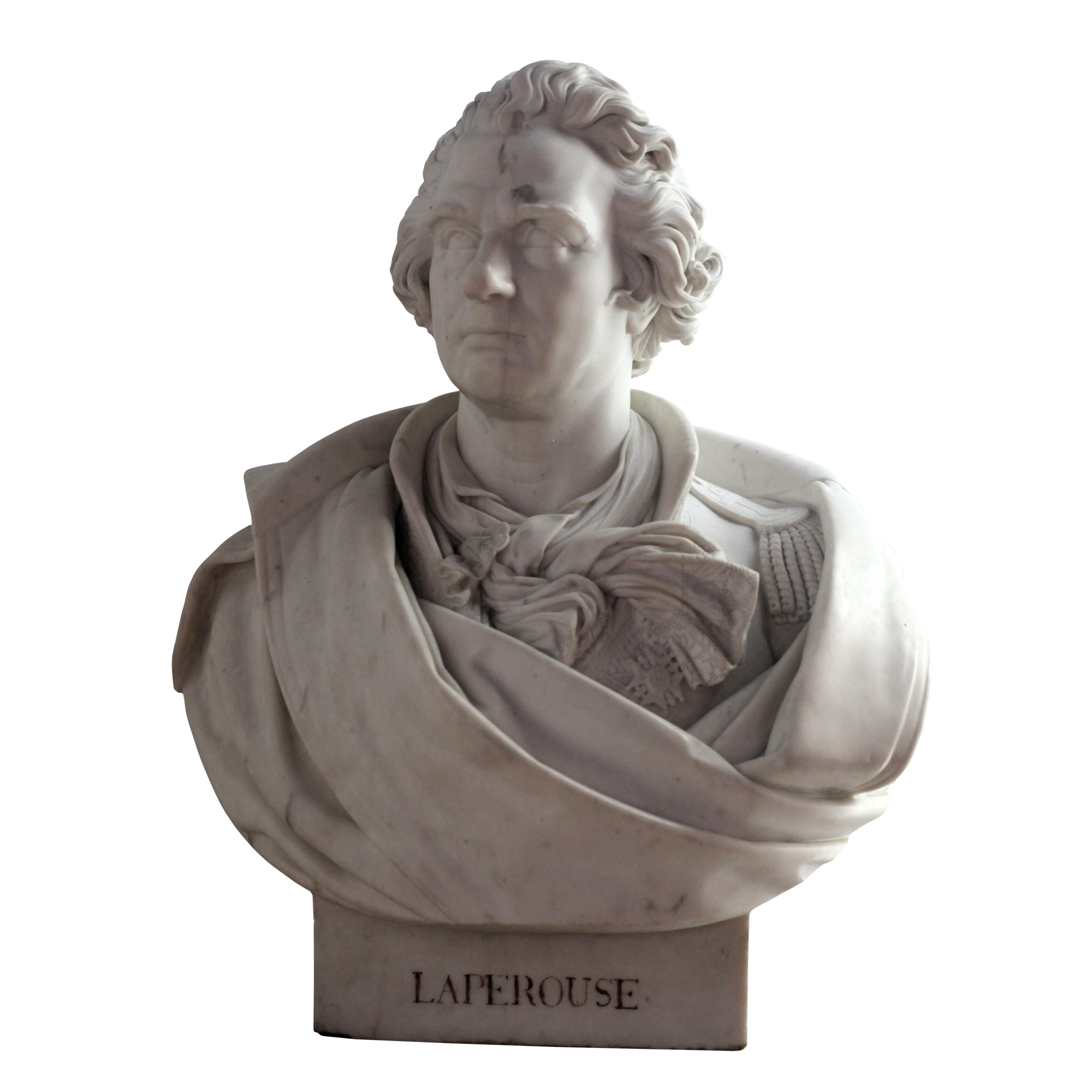
نیم تنه ژان فرانسیس د گالاپ، ۱۸۲۸.
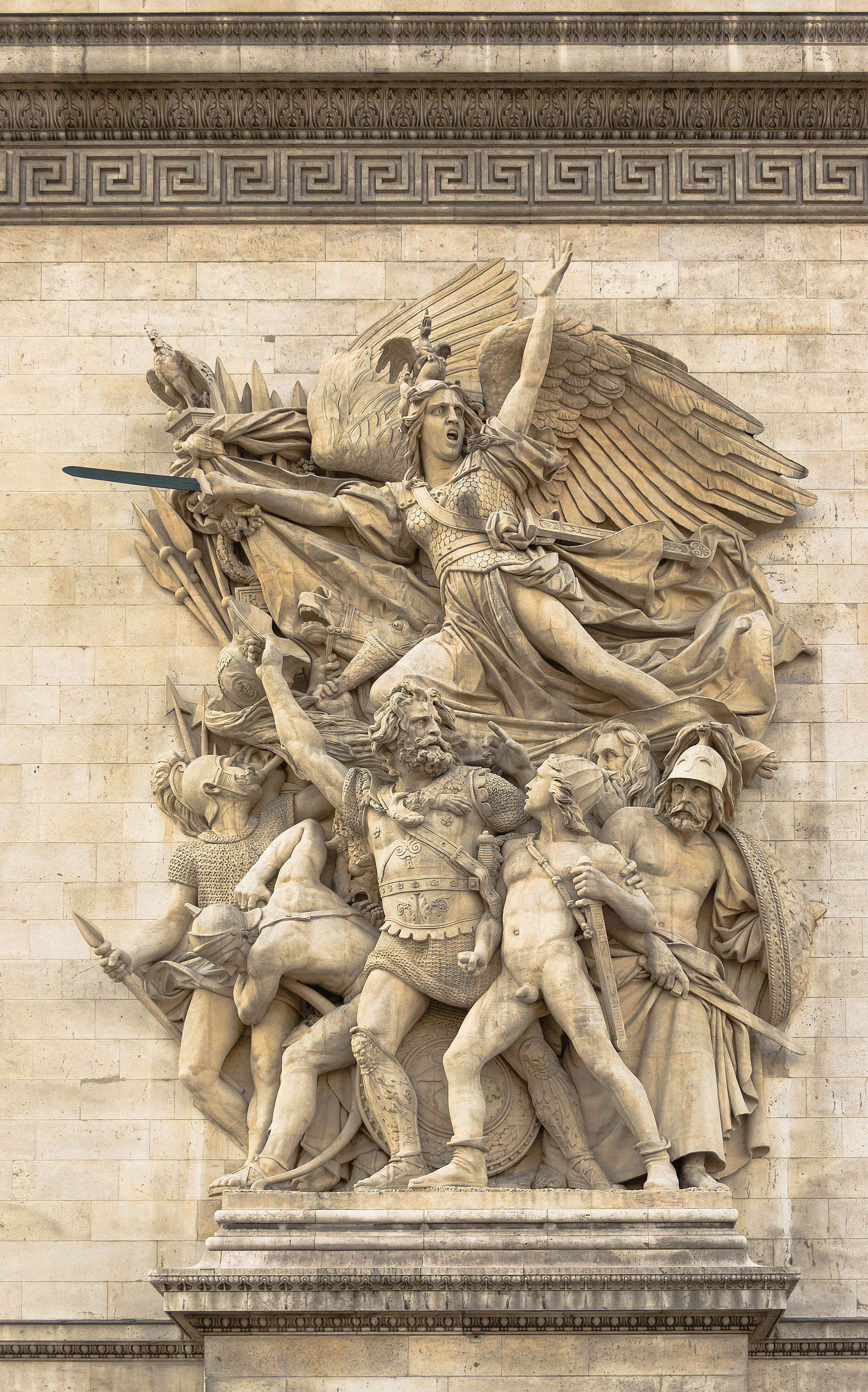
مارسی، طاق پیروزی (پاریس)، پاریس.

## Notes
1. ↑  Rude's portrait busts of Devosges are conserved in the Musée des Beaux Arts, Dijon.
2. ↑  L. de Fourcaud, François Rude, sculpteur: ses oeuvres et son temps 1904, pp 100-12, noted in Sarah Symmons, "French Copies after Flaxman's Outlines" The Burlington Magazine 115 No. 846 (September 1973), pp. 591-599) p. 595,
3. ↑  «نسخه آرشیو شده». بایگانی‌شده از اصلی در ۲۸ سپتامبر ۲۰۰۷. دریافت‌شده در ۱۱ ژانویه ۲۰۱۶.